# Italiaanse invasie van Albanië
De Italiaanse invasie van Albanië (7 april - 12 april 1939) was een korte militaire campagne van het Koninkrijk Italië tegen het Koninkrijk Albanië. Het conflict was het resultaat van de expansiepolitiek van de Italiaanse fascistische leider Benito Mussolini. Albanië werd snel onder de voet gelopen, koning Zog I werd verbannen en Albanië werd een Italiaans protectoraat.

## Achtergrond
Albanië was uit strategisch oogpunt interessant voor Italië. De havenstad Vlorë en het eiland Sazan waren belangrijk omdat ze Italië toegang konden verschaffen tot de Adriatische Zee. Voor de Eerste Wereldoorlog waren Italië en Oostenrijk-Hongarije de landen die ervoor zorgden dat Albanië een onafhankelijk vorstendom werd. Tijdens die oorlog bezette Italië het zuiden van Albanië zodat dit niet in de handen zou vallen van Oostenrijk-Hongarije. Na de oorlog kwam de Albanese bevolking in opstand en op aandringen van de Amerikaanse president Woodrow Wilson trok Italië zich in 1920 terug.
Toen Mussolini de macht overnam in het land kwam er opnieuw interesse in Albanië. Het land begon zich te mengen in de economie toen het in 1925 toestemming kreeg om grondstoffen te exploiteren. In 1926 en 1927 tekenden beide landen verdragen voor een militaire alliantie. De Albanese regering en economie werd gesteund door Italië en het leger werd getraind door het Italiaanse leger. Ondanks de sterke invloed van Italië wilde Zog I zich niet helemaal overleveren aan Italië. In 1931 verweerde hij zich openlijk tegen Italië en weigerde een hernieuwing van het verdrag van 1926. Toen Albanië in 1934 handelsovereenkomsten ondertekende met Joegoslavië en Griekenland, probeerde Mussolini om Albanië te intimideren door een oorlogsvloot te sturen, maar dit mislukte.
Nadat nazi-Duitsland in maart 1938 Oostenrijk geannexeerd had en zonder Mussolini in te lichten in maart 1939 Tsjecho-Slowakije bezette, voelde Italië zich gekleineerd en besloot Mussolini om Albanië te annexeren. Daarbij speelde ook een rol dat Geraldine Apponyi, de vrouw van Zog, zwanger was. Er was dus mogelijk een troonopvolger, zodat het land voorbestemd leek voor een blijvende dynastie.
De Italiaanse koning Victor Emanuel III had kritiek op het plan van Mussolini om Albanië te annexeren en vond het een onnodig risico. Rome stelde het land als ultimatum zich op 25 maart 1939 te laten bezetten door Italië. Zog weigerde geld om Albanië te laten koloniseren door Italië.

## Invasie
Op 7 april, twee dagen na de geboorte van Zogs zoon Leka, vielen de troepen van Mussolini Albanië binnen. De operatie werd geleid door generaal Alfredo Guzzoni. Er werden drie groepen gestuurd. Ondanks verzet van enkele patriotten, vooral in Durrës, kregen de Italianen de Albanezen snel onder de knoet. Grootgrondbezitter Shefqet Verlaci werd aangesteld als eerste minister. Verlaci was ook vijf dagen lang staatshoofd, totdat Victor Emmanuel III de Albanese kroon formeel aanvaardde tijdens een ceremonie in het Quirinaalpaleis te Rome. Francesco Jacomoni di San Savino, een voormalige ambassadeur in Albanië werd door de koning aangesteld om hem te vertegenwoordigen als luitenant-generaal van de koning en was dus eigenlijk een onderkoning.